# 下牧拓
下牧 拓（しもまき ひらく、1950年3月6日 - ）は、日本の実業家。東京都出身。三井情報顧問・元代表取締役社長。

## 人物・経歴
東京都出身。1973年、上智大学経済学部卒業後、三井物産株式会社に入社。2003年、ドイツ三井物産社長に就任。2006年、三井物産株式会社執行役員、欧州三井物産副社長兼 Divisional Operating Officer 兼ドイツ三井物産社長に就任。2008年、三井情報株式会社代表取締役社長に就任。2012年、同社代表取締役社長から退任し、同社顧問に就任。